# Valea Dâljii, Hunedoara
Valea Dâljii este un sat în comuna Râu de Mori din județul Hunedoara, Transilvania, România.

## Imagine

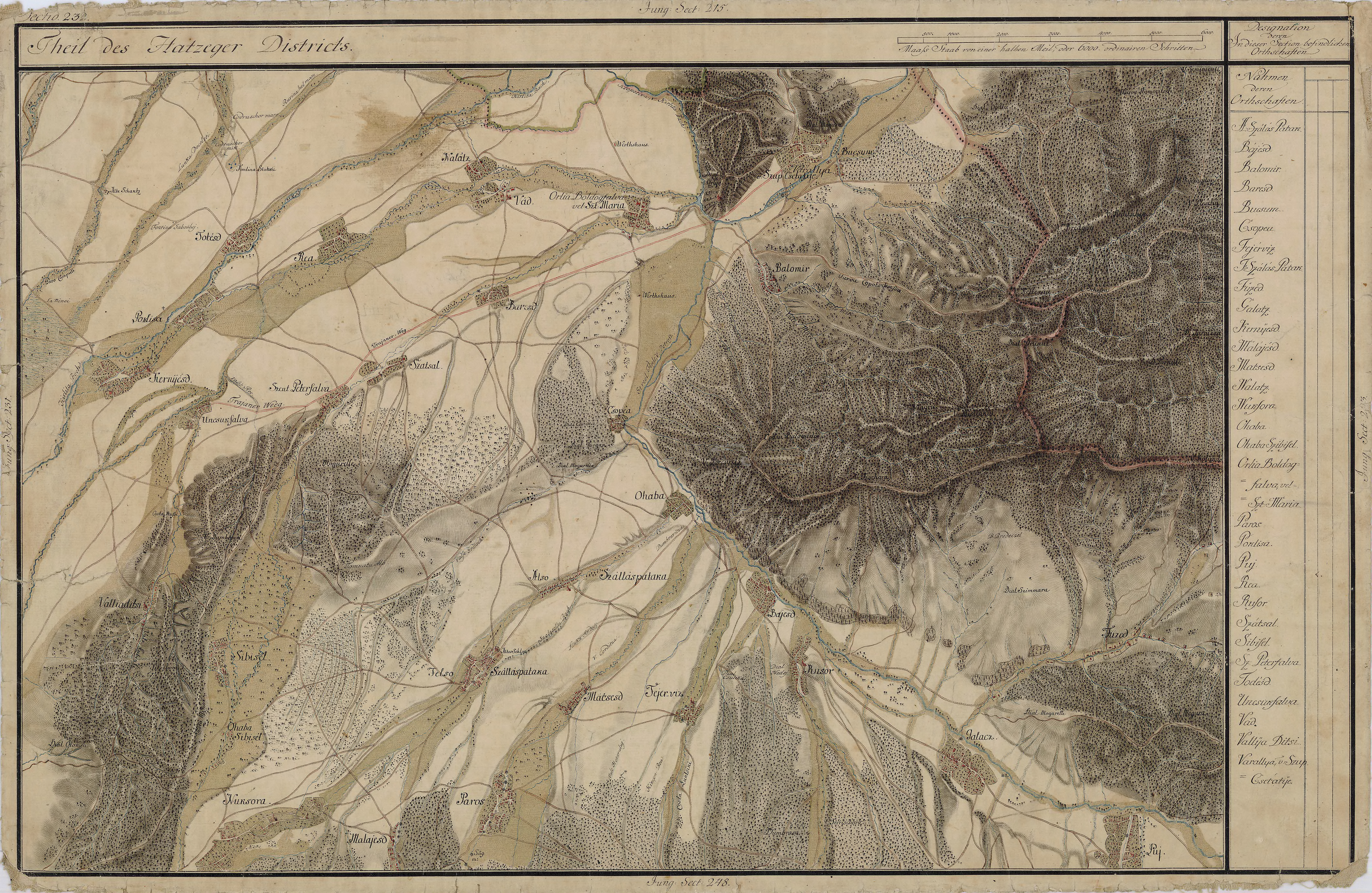
Valea Dâljii în Harta Iosefină a Transilvaniei, 1769-1773